# MPEG-2 Multichannel

Zeichen für 5.1 Sound

MPEG-2 Multichannel, auch bekannt als MPEG-2 BC (Backward Compatible) oder MPEG-2 5.1, ist eine auf dem MPEG-1 Audio Layer 2 basierende Audiodatenkompression und sollte als Mehrkanaltonersatz von Dolby Digital auf europäischen DVDs eingeführt werden.
Dolby Digital war zuerst für europäische DVDs nicht vorgesehen, aber der aufkommende Mehrkanalton sollte dennoch integriert werden und auf der internationalen Funkausstellung in Berlin 1997 wurde die Implementierung von MPEG-2 5.1 verkündet.

## Technik
Das MPEG-Multichannel-Projekt scheiterte an den Kinderkrankheiten der komplizierten Technik. Das zu Stereo kompatible Verfahren, eine Stereomatrix auf die Stereokanäle aufzuspielen und dann durch Zusatzinformationen für Mehrkanalton wieder aufzuheben, funktionierte nicht zuverlässig.
Mit der Entwicklung einer nicht ISO-konformen 7.1-Variante versuchte Philips das Ruder herumzureißen, dennoch teilte diese Version das Schicksal der Version 5.1.
Das Besondere an Version 7.1 war, dass es nicht zwei CenterSurround Kanäle wie bei anderen Tonformaten gab, sondern zwei CenterFronts, vergleichbar mit SDDS.
Der Einsatz von MPEG-2 Multichannel ist außer auf der PAL-DVD noch auf der Super VideoCD (PAL und NTSC) möglich.

## Ergebnis
Es wurden nur wenige DVDs mit MPEG-Ton in 5.1 produziert und auch kurz danach wurde Dolby Digital offiziell zugelassen.
Als positiven Nebeneffekt beherrschen Euro-Player heute mehr Normen als in anderen Regionen. Aus MPEG-2 Audio wurde später in Zusammenarbeit mit Dolby das nicht zum MPEG-2-Ton rückwärtskompatible MPEG-4 Advanced Audio Coding (AAC).